# Aplastodiscus cochranae
Aplastodiscus cochranae é uma espécie de anfíbio da família Hylidae. Endêmica do Brasil, pode ser encontrada no estado de Santa Catarina.